# Poslední cyklista
Poslední cyklista (anglicky: Last of the Cyclists) je český dvoudílný televizní film režiséra Jiřího Svobody. Vypráví příběh dívky, kterou v roce 1933 adoptují bezdětní židovští manželé Orensteinovi. Film je volně inspirován životem Evy Erbenové a kresbami Helgy Hoškové-Weissové.

## Obsazení
| Ági Gubik          | Helga Orensteinová                           |
| Marta Vančurová    | matka Helgy, babička Klárky, Johana Braunová |
| Petr Štěpán        | Simon Orenstein                              |
| Sabina Rojková     | Klára Orensteinová                           |
| Vincent Navrátil   | Herbert                                      |
| Lenka Vlasáková    | Herbertova matka                             |
| Tomáš Töpfer       | matrikář Feureisen                           |
| Jiří Oberfalzer    | profesor Roubíček                            |
| Václav Helšus      | domovník                                     |
| Markéta Hrubešová  | Smržová                                      |
| Jan Vondráček      | Smrž                                         |
| Christel Krauzová  | Evička Smržová (malá)                        |
| Dominik Picek      | Herbert (malý)                               |
| Bára Vozková       | Klárka (malá)                                |
| Magdalena Rovenská | Evička Smržová                               |
| Hana Frejková      | příbuzná z Vídně                             |
| Magdaléna Sidonová | příbuzná z Vídně                             |
| David Jan Novotný  | příbuzný z Vídně                             |
| Petr Vaněk         | příbuzný z Vídně                             |
| Zdenka Procházková | abatyše v sirotčinci                         |
| Bořík Procházka    | posel                                        |
| Luboš Veselý       | úředník                                      |
| Nami Havelková     | židovská dívka Johana                        |
| Renata Drössler    | bachařka                                     |

## Ocenění
Film byl nominovaný ve třech kategoriích na Mezinárodním televizním festivalu v Monte Carlu v Monaku. O Zlatou nymfu bude soutěžit v těchto kategoriích: Minisérie, Ženský herecký výkon (Ági Gubíková), Mužský herecký výkon (Petr Štěpán).
Na festivalu Novoměstský hrnec smíchu dostala hereckou cenu Sabina Rojková za roli Klárky.

## Recenze
- Mirka Spáčilová, iDNES.cz